# Albert Puig Palau
Albert Puig Palau   (Barcelona, 31 de gener de 1908 - 1986), més conegut com a Alberto Puig Palau, fou un empresari milionari, mecenes, intel·lectual i promotor cultural català. Des de la seva casa d'estiueig a Palamós, Mas Castell, fou un dels responsables de l'eclosió del turisme a la Costa Brava i contribuí a l'èxit de les carreres de diversos artistes, entre ells Joan Manuel Serrat. El 1971, el cantant li dedicà la cançó «Tío Alberto», inclosa al seu àlbum «Mediterráneo», on glosa la seva figura i l'amistat que els uní.
Gran afeccionat al motor, Puig Palau fou també un destacat pilot d'automobilisme que arribà a competir en curses de Fórmula 1. La seva passió l'heretaren el seu fill, Alberto Puig Gabarró, un conegut pilot de motonàutica i automobilisme a la seva època, i el seu net, Alberto Puig, un dels principals competidors al Mundial de motociclisme durant la dècada del 1990.

## Biografia

### Els anys 20
Albert Puig era el cinquè fill d'Eduard Puig Carcereny, un empresari tèxtil que s'havia enriquit amb la seva fàbrica sedera de Reus. La família residia al bloc de pisos que Eduard havia fet edificar el 1927 al número 405 de l'Avinguda Diagonal, un edifici obra d'Enric Sagnier on cada fill tenia el seu propi pis. De jove, Albert Puig volia estudiar Medicina, però, pressionat pel seu pare, va començar les carreres d'Enginyeria industrial, Dret i Filosofia, sense acabar-ne cap.
Per tal que aprengués l'ofici, el 1927 el seu pare l'envià a la regió sedera de Lió i el 1928, als Estats Units. Amant de la velocitat, a Lió Albert Puig va patir dos accidents de motocicleta que li causaren diverses fractures i unes seqüeles que arrossegà durant anys. Als Estats Units, més que al negoci de la seda es va dedicar a relacionar-se amb el món de la incipient indústria cinematogràfica de Hollywood. Gran seductor, va mantenir una relació sentimental amb Barbara Bennett, filla de Richard Bennett i Adrienne Morrison i, més tard, amb Dolores del Río (casada en aquells moments amb un magnat mexicà). L'actriu anomenava afectuosament el jove català «One Million Dollar's Smile Boy» ("El noi del somriure del milió de dòlars"). El desembre de 1928, quan la mexicana se n'hagué d'anar a Berlín a protagonitzar una pel·lícula, Puig la va acompanyar a Europa en un transatlàntic que feia el trajecte Nova York-París. Després de passar unes setmanes a la capital francesa, tots dos se n'anaren a Berlín, on, el gener de 1929, Albert Puig va intervenir com a figurant a la pel·lícula de la seva amiga. En ser una producció modesta, el pare d'Albert en va comprar més tard totes les còpies per tal d'evitar la difusió d'aquella relació del seu fill amb una dona casada.
Acabada l'aventura amb l'actriu mexicana i instal·lat de nou al domicili familiar, Albert Puig Palau va exercir de "playboy" tot freqüentant els ambients nocturns de la ciutat, tant al barri xinès com als salons de l'alta societat barcelonina. El 4 de gener de 1931, el seu pare es va morir atropellat per un cotxe a Barcelona i els germans Puig Palau (Albert, Jordi, Eduard, Pilar i Isabel) heretaren l'empresa tèxtil i la fortuna paterna. Els germans van crear la nova raó social Sederías Puig Carcereny i van continuar amb l'empresa familiar. Dos mesos després de la mort del seu pare, al març, Albert es va casar amb Margarita Gabarró Carles, cosina germana del conegut notari barceloní Enric Gabarró Batlló. El matrimoni es va instal·lar al pis de la Diagonal propietat d'Albert, on van néixer els seus dos fills, Margarita Tita Puig Gabarró (1932) i Alberto Tito Puig Gabarró (1940).

### La postguerra

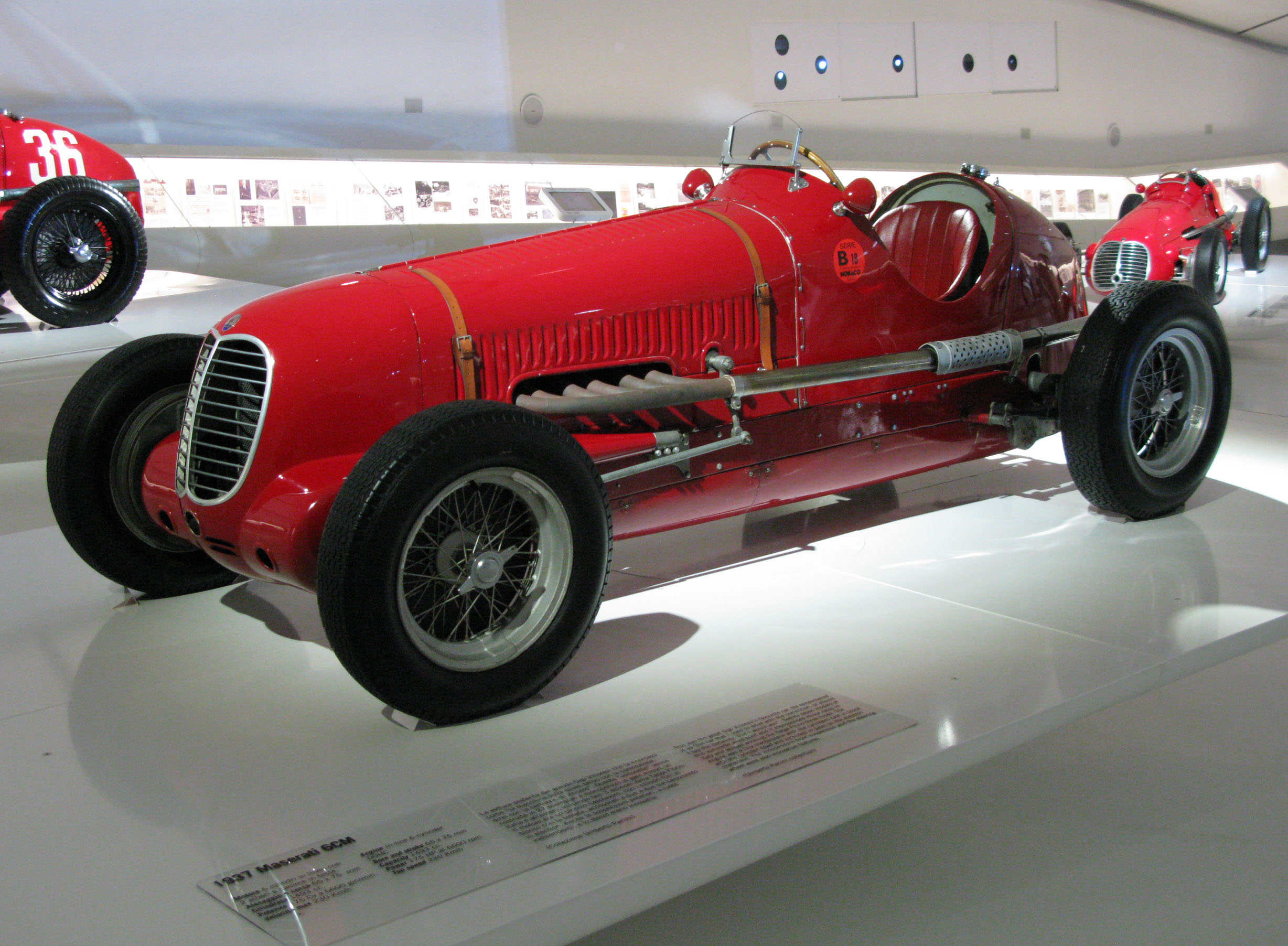
Un Maserati 6CM com el que va pilotar el 1946 a Pedralbes

En esclatar la guerra civil espanyola, malgrat la seva ideologia d'esquerres, Albert Puig se'n va anar a Tetuan, on va entaular amistat amb el general Beigbeder, qui el va contractar com a secretari. Puig va servir a l'exèrcit revoltat de juny de 1937 a maig de 1939. Acabada la guerra se'n tornà a Barcelona i, un cop allà, va protegir i ajudar nombrosos perseguits pel franquisme, a molts dels quals ajudà a travessar la frontera amb França. Durant la Segona Guerra Mundial, va col·laborar amb la Resistència francesa contra els nazis, raó per la qual li concediren més tard la Legió d'Honor.
El 1939, la societat familiar es va ampliar amb una segona fàbrica a Vilassar de Dalt (Maresme), prop de Can Rafart, la qual es va mantenir a ple rendiment fins a la dècada del 1970. La raó comercial es va dividir llavors en tres empreses a efectes administratius: Sederías Puig Carcereny S.A. fabricava, Comercial Puig Carcereny venia, i Inmobiliaria Reusense S.A. era la propietària dels edificis de fàbriques i oficines. La seu barcelonina es va traslladar aquell mateix 1939 als baixos del número 9 de la Ronda de Sant Pere. A partir de 1948, aquestes dependències varen passar al carrer Pau Claris número 160, un edifici nou de trinca obra de l'arquitecte Raimon Duran i Reynals (actual seu de la Fiscalia Superior de Catalunya), del qual n'ocuparen tota la planta baixa i l'aparcament subterrani per als camions de la fàbrica. Va ser en aquestes oficines on Albert Puig va desenvolupar la seva activitat professional durant la resta de la seva vida laboral.
Durant les dècades del 1940 i 1950, la seva passió pels esports de motor el va portar a competir amb èxit en diversos esdeveniments automobilistes, inclosa la Fórmula 1. El 27 d'octubre de 1946, per exemple, participà al VIII Gran Premi de la Penya Rhin, celebrat al circuit de Pedralbes -el qual s'inaugurava amb aquella cursa-, on al volant d'un Maserati 6CM 1.500 cc acabà tercer darrere dels italians Giorgio Pelassa i Ciro Basadonna. Puig Palau, que compartí el cotxe amb Joan Jover com a pilot auxiliar, dedicà unes paraules d'agraïment al públic des del podi per mitjà del sistema de megafonia. El 7 de març de 1948 participà, amb un Ricart-España 1.500 cc, a la Matinal Pro-Hospitales que organitzà la PMB al circuit de Montjuïc.

### La Costa Brava
El 1940, Alberto Puig i els seus germans Jordi i Isabel li compraren al pintor Josep Maria Sert la finca Mas Juny, vora la platja de Castell a Palamós. El 1945, Alberto hi va fer edificar una torre que anomenà "Mas Castell" (un palauet de gust italià, obra de Duran i Reynals, conegut popularment com a casa Puig-Palau). Amb clara vocació de mecenes, Albert Puig hi organitzava nombroses festes on convidava el bo i millor de l'art i la cultura del moment, especialment de la flamenca, per la qual tenia una especial devoció (va arribar a muntar un Tablao a Palamós i a promocionar-hi futures estrelles del flamenc, com ara La Chunga). Gran amic dels gitanos, als quals acollia sovint a la seva finca de Palamós i al seu pis de la Diagonal, varen ser aquests els qui li posaren, afectuosament, el malnom de "Tío Alberto", un títol que dins la cultura gitana representa el màxim respecte degut als grans i a la família.

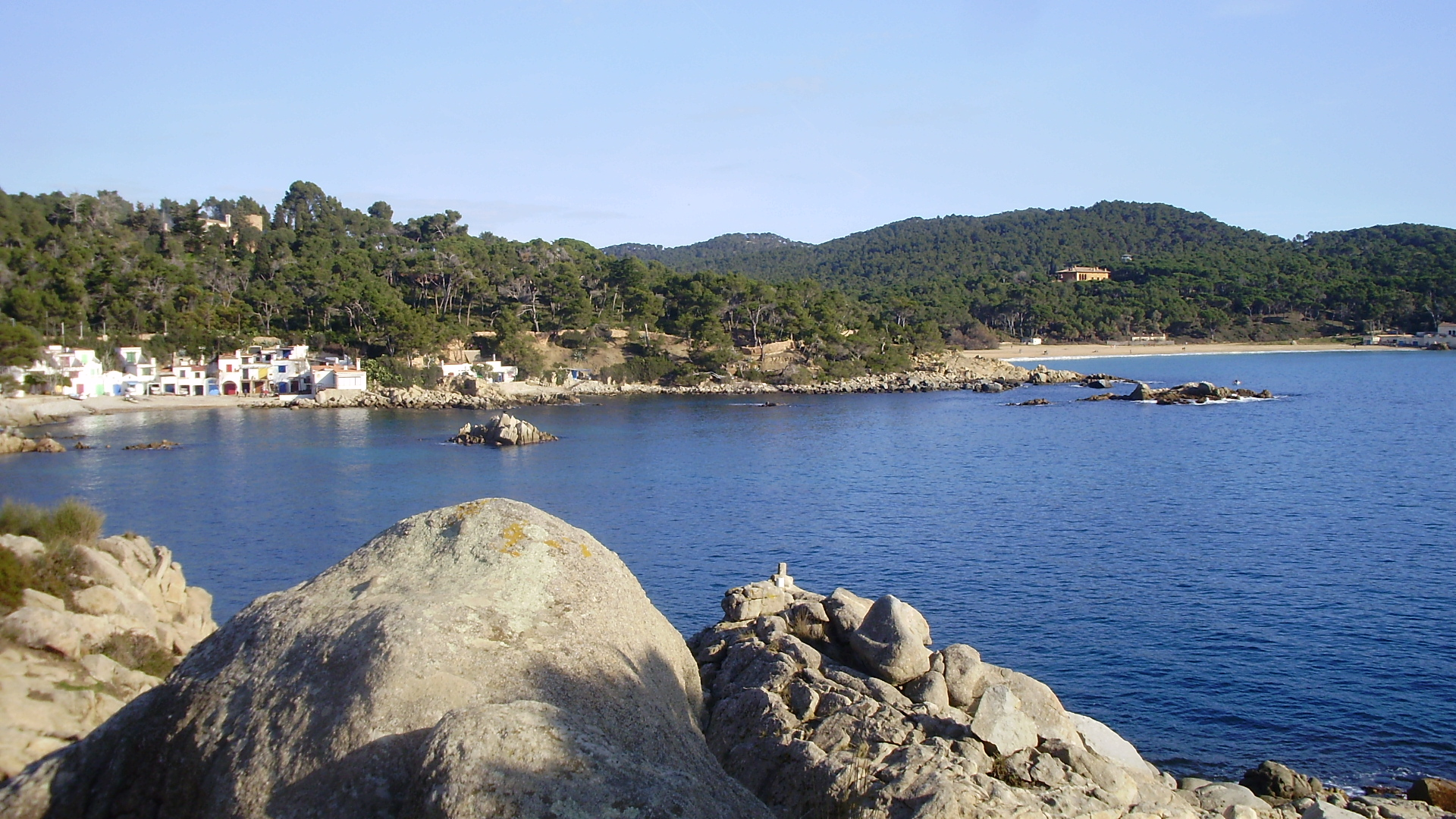
Platja de Castell des del camí de ronda. Al fons a la dreta, dalt del turó, Mas Castell entre els arbres.

En plena postguerra espanyola, per Mas Castell hi passaven personalitats de tota mena, des de Luis Miguel Dominguín, Manolete, Pastora Imperio, Carmen Amaya, Lola Flores o Manolo Caracol a Walt Disney, Georges Auric, Luis Escobar, Salvador i Gala Dalí, Josep Pla, Ava Gardner, Grace Kelly o Joan Manuel Serrat. A Palamós, però, Puig Palau no es dedicava només a cultivar el seu cercle social, sinó que també endegà diverses iniciatives destinades a la projecció i millora de la zona. Entre d'altres, va patrocinar la primera excavació del poblat ibèric de Castell, actualment un Bé Cultural d'Interès Nacional, i va fer edificar la barraca que havia de ser el taller de Dalí vora la platja de Castell, la inconfusible porta torta de la qual ha esdevingut una icona de la platja i de la Costa Brava en general.
Gràcies als contactes que sempre va mantenir amb cineastes de Hollywood, el 1950 es filmà a la Costa Brava, a proposta seva, Pandora and the Flying Dutchman, amb Ava Gardner i James Mason. Rodada sobretot a Tossa de Mar, però també amb alguna escena a Mas Castell, la pel·lícula donà a conèixer arreu del món Tossa i, per afegitó, la marca "Costa Brava". També Michael Anderson va rodar una pel·lícula a la Costa Brava, en aquest cas a Tamariu, a suggeriment de Puig Palau: Chase a Crooked Shadow (1958), protagonitzada per Anne Baxter i produïda per Douglas Fairbanks, ambdós amics del català. Puig Palau patrocinà també diverses pel·lícules de Gonzalo Suárez, un altre amic seu.
Durant aquella època, Puig Palau es dedicà també al negoci editorial. Entre altres iniciatives, fundà l'editorial Barna i edità la publicació cultural Revista. Des d'aquesta faceta, va descobrir i promocionar diversos talents, entre ells el fotògraf Jacques Léonard.

### Els anys 60
Durant la dècada del 1960, amb la progressiva implantació dels estampats derivats de noves tecnologies, per a les quals no estava preparada, l'empresa dels Puig Palau va començar a entrar en crisi. La fàbrica de Reus va tancar portes el 1961 i la de Vilassar de Dalt, pocs anys més tard. El 1968, per tal de poder oferir una indemnització digna als seus treballadors, Albert Puig va vendre la major part del seu patrimoni, Mas Castell inclòs (l'hi comprà el prestigiós cirurgià barceloní Josep Soler-Roig), mentre que Mas Juny va continuar en mans de la seva germana, Isabel Puig Palau. Tot seguit, Albert es va instal·lar en un petit apartament al mateix Palamós, ben a prop de Mas Castell.
Malgrat la fallida de l'empresa, Albert seguí desenvolupant una activa vida social durant els 60. Fou un dels promotors de la discoteca Bocaccio de Barcelona, una iniciativa d'Oriol Regàs que veié la llum el 1967, i formà part de l'anomenada "gauche divine". Al costat de personatges com ara Jaime Gil de Biedma, Jorge Herralde, Beatriz de Moura, Carlos Barral, Joaquim Jordà, Ricard Bofill, Òscar Tusquets, Oriol Bohigas o Jacint Esteva, fou un més d'aquest grup de barcelonins benestants que es definien com a persones d'esquerres, tot i gaudir d'un alt poder adquisitiu.
Ja separat de Margarita Gabarró, l'estiu de 1963 Albert Puig s'enamorà d'Isabelle Clerc, una francesa quasi quaranta anys més jove que conegué a l'històric restaurant Madame Zozó de Mont-ras. Isabelle era la germana petita de la futura dona de Michel Piccoli, la guionista i actriu, Ludivine Clerc. La diferència d'edat no va impedir que formessin parella fins a la mort de Puig Palau, el 1986, i que tinguessin un fill en comú, Daniel. Al moment de la mort del seu cunyat, Michel Piccoli va dir d'ell: «Era un príncep, no un dandi».